# La doppia vita di Madeleine Collins
La doppia vita di Madeleine Collins (Madeleine Collins) è un film del 2021 diretto da Antoine Barraud.

## Trama
Judith conduce da anni una doppia vita: in Svizzera vive con Abdel, col quale sta crescendo una bambina, figlia non sua; in Francia è madre di due ragazzi con Melvil. Giustifica le sue regolari assenze sostenendo di recarsi in altri paesi europei per il suo lavoro di traduttrice.

## Distribuzione
Il film è stato presentato in anteprima alle Giornate degli autori della 78ª Mostra internazionale d'arte cinematografica di Venezia il 4 settembre 2021. È stato distribuito nelle sale cinematografiche francesi a partire dal 22 dicembre 2021, in quelle svizzere a partire dal 9 febbraio 2022 e in quelle belghe a partire dal 3 marzo dello stesso anno. È stato distribuito nelle sale italiane da Movies Inspired a partire dal 2 giugno 2022.

## Riconoscimenti
- 2022 - Premio Lumière
  - Candidatura per la migliore sceneggiatura ad Antoine Barraud
- 2023 - Premio Magritte
  - Candidatura per il miglior film straniero in coproduzione